# Каро-Кан одбрана
|   | a | b | c | d | e | f | g | h |   |
| 8 | a8 black rook · b8 black knight · c8 black bishop · d8 black queen · e8 black king · f8 black bishop · g8 black knight · h8 black rook · a7 black pawn · b7 black pawn · e7 black pawn · f7 black pawn · g7 black pawn · h7 black pawn · c6 black pawn · d5 black pawn · d4 white pawn · e4 white pawn · a2 white pawn · b2 white pawn · c2 white pawn · f2 white pawn · g2 white pawn · h2 white pawn · a1 white rook · b1 white knight · c1 white bishop · d1 white queen · e1 white king · f1 white bishop · g1 white knight · h1 white rook | a8 black rook · b8 black knight · c8 black bishop · d8 black queen · e8 black king · f8 black bishop · g8 black knight · h8 black rook · a7 black pawn · b7 black pawn · e7 black pawn · f7 black pawn · g7 black pawn · h7 black pawn · c6 black pawn · d5 black pawn · d4 white pawn · e4 white pawn · a2 white pawn · b2 white pawn · c2 white pawn · f2 white pawn · g2 white pawn · h2 white pawn · a1 white rook · b1 white knight · c1 white bishop · d1 white queen · e1 white king · f1 white bishop · g1 white knight · h1 white rook | a8 black rook · b8 black knight · c8 black bishop · d8 black queen · e8 black king · f8 black bishop · g8 black knight · h8 black rook · a7 black pawn · b7 black pawn · e7 black pawn · f7 black pawn · g7 black pawn · h7 black pawn · c6 black pawn · d5 black pawn · d4 white pawn · e4 white pawn · a2 white pawn · b2 white pawn · c2 white pawn · f2 white pawn · g2 white pawn · h2 white pawn · a1 white rook · b1 white knight · c1 white bishop · d1 white queen · e1 white king · f1 white bishop · g1 white knight · h1 white rook | a8 black rook · b8 black knight · c8 black bishop · d8 black queen · e8 black king · f8 black bishop · g8 black knight · h8 black rook · a7 black pawn · b7 black pawn · e7 black pawn · f7 black pawn · g7 black pawn · h7 black pawn · c6 black pawn · d5 black pawn · d4 white pawn · e4 white pawn · a2 white pawn · b2 white pawn · c2 white pawn · f2 white pawn · g2 white pawn · h2 white pawn · a1 white rook · b1 white knight · c1 white bishop · d1 white queen · e1 white king · f1 white bishop · g1 white knight · h1 white rook | a8 black rook · b8 black knight · c8 black bishop · d8 black queen · e8 black king · f8 black bishop · g8 black knight · h8 black rook · a7 black pawn · b7 black pawn · e7 black pawn · f7 black pawn · g7 black pawn · h7 black pawn · c6 black pawn · d5 black pawn · d4 white pawn · e4 white pawn · a2 white pawn · b2 white pawn · c2 white pawn · f2 white pawn · g2 white pawn · h2 white pawn · a1 white rook · b1 white knight · c1 white bishop · d1 white queen · e1 white king · f1 white bishop · g1 white knight · h1 white rook | a8 black rook · b8 black knight · c8 black bishop · d8 black queen · e8 black king · f8 black bishop · g8 black knight · h8 black rook · a7 black pawn · b7 black pawn · e7 black pawn · f7 black pawn · g7 black pawn · h7 black pawn · c6 black pawn · d5 black pawn · d4 white pawn · e4 white pawn · a2 white pawn · b2 white pawn · c2 white pawn · f2 white pawn · g2 white pawn · h2 white pawn · a1 white rook · b1 white knight · c1 white bishop · d1 white queen · e1 white king · f1 white bishop · g1 white knight · h1 white rook | a8 black rook · b8 black knight · c8 black bishop · d8 black queen · e8 black king · f8 black bishop · g8 black knight · h8 black rook · a7 black pawn · b7 black pawn · e7 black pawn · f7 black pawn · g7 black pawn · h7 black pawn · c6 black pawn · d5 black pawn · d4 white pawn · e4 white pawn · a2 white pawn · b2 white pawn · c2 white pawn · f2 white pawn · g2 white pawn · h2 white pawn · a1 white rook · b1 white knight · c1 white bishop · d1 white queen · e1 white king · f1 white bishop · g1 white knight · h1 white rook | a8 black rook · b8 black knight · c8 black bishop · d8 black queen · e8 black king · f8 black bishop · g8 black knight · h8 black rook · a7 black pawn · b7 black pawn · e7 black pawn · f7 black pawn · g7 black pawn · h7 black pawn · c6 black pawn · d5 black pawn · d4 white pawn · e4 white pawn · a2 white pawn · b2 white pawn · c2 white pawn · f2 white pawn · g2 white pawn · h2 white pawn · a1 white rook · b1 white knight · c1 white bishop · d1 white queen · e1 white king · f1 white bishop · g1 white knight · h1 white rook | 8 |
| 7 | a8 black rook · b8 black knight · c8 black bishop · d8 black queen · e8 black king · f8 black bishop · g8 black knight · h8 black rook · a7 black pawn · b7 black pawn · e7 black pawn · f7 black pawn · g7 black pawn · h7 black pawn · c6 black pawn · d5 black pawn · d4 white pawn · e4 white pawn · a2 white pawn · b2 white pawn · c2 white pawn · f2 white pawn · g2 white pawn · h2 white pawn · a1 white rook · b1 white knight · c1 white bishop · d1 white queen · e1 white king · f1 white bishop · g1 white knight · h1 white rook | a8 black rook · b8 black knight · c8 black bishop · d8 black queen · e8 black king · f8 black bishop · g8 black knight · h8 black rook · a7 black pawn · b7 black pawn · e7 black pawn · f7 black pawn · g7 black pawn · h7 black pawn · c6 black pawn · d5 black pawn · d4 white pawn · e4 white pawn · a2 white pawn · b2 white pawn · c2 white pawn · f2 white pawn · g2 white pawn · h2 white pawn · a1 white rook · b1 white knight · c1 white bishop · d1 white queen · e1 white king · f1 white bishop · g1 white knight · h1 white rook | a8 black rook · b8 black knight · c8 black bishop · d8 black queen · e8 black king · f8 black bishop · g8 black knight · h8 black rook · a7 black pawn · b7 black pawn · e7 black pawn · f7 black pawn · g7 black pawn · h7 black pawn · c6 black pawn · d5 black pawn · d4 white pawn · e4 white pawn · a2 white pawn · b2 white pawn · c2 white pawn · f2 white pawn · g2 white pawn · h2 white pawn · a1 white rook · b1 white knight · c1 white bishop · d1 white queen · e1 white king · f1 white bishop · g1 white knight · h1 white rook | a8 black rook · b8 black knight · c8 black bishop · d8 black queen · e8 black king · f8 black bishop · g8 black knight · h8 black rook · a7 black pawn · b7 black pawn · e7 black pawn · f7 black pawn · g7 black pawn · h7 black pawn · c6 black pawn · d5 black pawn · d4 white pawn · e4 white pawn · a2 white pawn · b2 white pawn · c2 white pawn · f2 white pawn · g2 white pawn · h2 white pawn · a1 white rook · b1 white knight · c1 white bishop · d1 white queen · e1 white king · f1 white bishop · g1 white knight · h1 white rook | a8 black rook · b8 black knight · c8 black bishop · d8 black queen · e8 black king · f8 black bishop · g8 black knight · h8 black rook · a7 black pawn · b7 black pawn · e7 black pawn · f7 black pawn · g7 black pawn · h7 black pawn · c6 black pawn · d5 black pawn · d4 white pawn · e4 white pawn · a2 white pawn · b2 white pawn · c2 white pawn · f2 white pawn · g2 white pawn · h2 white pawn · a1 white rook · b1 white knight · c1 white bishop · d1 white queen · e1 white king · f1 white bishop · g1 white knight · h1 white rook | a8 black rook · b8 black knight · c8 black bishop · d8 black queen · e8 black king · f8 black bishop · g8 black knight · h8 black rook · a7 black pawn · b7 black pawn · e7 black pawn · f7 black pawn · g7 black pawn · h7 black pawn · c6 black pawn · d5 black pawn · d4 white pawn · e4 white pawn · a2 white pawn · b2 white pawn · c2 white pawn · f2 white pawn · g2 white pawn · h2 white pawn · a1 white rook · b1 white knight · c1 white bishop · d1 white queen · e1 white king · f1 white bishop · g1 white knight · h1 white rook | a8 black rook · b8 black knight · c8 black bishop · d8 black queen · e8 black king · f8 black bishop · g8 black knight · h8 black rook · a7 black pawn · b7 black pawn · e7 black pawn · f7 black pawn · g7 black pawn · h7 black pawn · c6 black pawn · d5 black pawn · d4 white pawn · e4 white pawn · a2 white pawn · b2 white pawn · c2 white pawn · f2 white pawn · g2 white pawn · h2 white pawn · a1 white rook · b1 white knight · c1 white bishop · d1 white queen · e1 white king · f1 white bishop · g1 white knight · h1 white rook | a8 black rook · b8 black knight · c8 black bishop · d8 black queen · e8 black king · f8 black bishop · g8 black knight · h8 black rook · a7 black pawn · b7 black pawn · e7 black pawn · f7 black pawn · g7 black pawn · h7 black pawn · c6 black pawn · d5 black pawn · d4 white pawn · e4 white pawn · a2 white pawn · b2 white pawn · c2 white pawn · f2 white pawn · g2 white pawn · h2 white pawn · a1 white rook · b1 white knight · c1 white bishop · d1 white queen · e1 white king · f1 white bishop · g1 white knight · h1 white rook | 7 |
| 6 | a8 black rook · b8 black knight · c8 black bishop · d8 black queen · e8 black king · f8 black bishop · g8 black knight · h8 black rook · a7 black pawn · b7 black pawn · e7 black pawn · f7 black pawn · g7 black pawn · h7 black pawn · c6 black pawn · d5 black pawn · d4 white pawn · e4 white pawn · a2 white pawn · b2 white pawn · c2 white pawn · f2 white pawn · g2 white pawn · h2 white pawn · a1 white rook · b1 white knight · c1 white bishop · d1 white queen · e1 white king · f1 white bishop · g1 white knight · h1 white rook | a8 black rook · b8 black knight · c8 black bishop · d8 black queen · e8 black king · f8 black bishop · g8 black knight · h8 black rook · a7 black pawn · b7 black pawn · e7 black pawn · f7 black pawn · g7 black pawn · h7 black pawn · c6 black pawn · d5 black pawn · d4 white pawn · e4 white pawn · a2 white pawn · b2 white pawn · c2 white pawn · f2 white pawn · g2 white pawn · h2 white pawn · a1 white rook · b1 white knight · c1 white bishop · d1 white queen · e1 white king · f1 white bishop · g1 white knight · h1 white rook | a8 black rook · b8 black knight · c8 black bishop · d8 black queen · e8 black king · f8 black bishop · g8 black knight · h8 black rook · a7 black pawn · b7 black pawn · e7 black pawn · f7 black pawn · g7 black pawn · h7 black pawn · c6 black pawn · d5 black pawn · d4 white pawn · e4 white pawn · a2 white pawn · b2 white pawn · c2 white pawn · f2 white pawn · g2 white pawn · h2 white pawn · a1 white rook · b1 white knight · c1 white bishop · d1 white queen · e1 white king · f1 white bishop · g1 white knight · h1 white rook | a8 black rook · b8 black knight · c8 black bishop · d8 black queen · e8 black king · f8 black bishop · g8 black knight · h8 black rook · a7 black pawn · b7 black pawn · e7 black pawn · f7 black pawn · g7 black pawn · h7 black pawn · c6 black pawn · d5 black pawn · d4 white pawn · e4 white pawn · a2 white pawn · b2 white pawn · c2 white pawn · f2 white pawn · g2 white pawn · h2 white pawn · a1 white rook · b1 white knight · c1 white bishop · d1 white queen · e1 white king · f1 white bishop · g1 white knight · h1 white rook | a8 black rook · b8 black knight · c8 black bishop · d8 black queen · e8 black king · f8 black bishop · g8 black knight · h8 black rook · a7 black pawn · b7 black pawn · e7 black pawn · f7 black pawn · g7 black pawn · h7 black pawn · c6 black pawn · d5 black pawn · d4 white pawn · e4 white pawn · a2 white pawn · b2 white pawn · c2 white pawn · f2 white pawn · g2 white pawn · h2 white pawn · a1 white rook · b1 white knight · c1 white bishop · d1 white queen · e1 white king · f1 white bishop · g1 white knight · h1 white rook | a8 black rook · b8 black knight · c8 black bishop · d8 black queen · e8 black king · f8 black bishop · g8 black knight · h8 black rook · a7 black pawn · b7 black pawn · e7 black pawn · f7 black pawn · g7 black pawn · h7 black pawn · c6 black pawn · d5 black pawn · d4 white pawn · e4 white pawn · a2 white pawn · b2 white pawn · c2 white pawn · f2 white pawn · g2 white pawn · h2 white pawn · a1 white rook · b1 white knight · c1 white bishop · d1 white queen · e1 white king · f1 white bishop · g1 white knight · h1 white rook | a8 black rook · b8 black knight · c8 black bishop · d8 black queen · e8 black king · f8 black bishop · g8 black knight · h8 black rook · a7 black pawn · b7 black pawn · e7 black pawn · f7 black pawn · g7 black pawn · h7 black pawn · c6 black pawn · d5 black pawn · d4 white pawn · e4 white pawn · a2 white pawn · b2 white pawn · c2 white pawn · f2 white pawn · g2 white pawn · h2 white pawn · a1 white rook · b1 white knight · c1 white bishop · d1 white queen · e1 white king · f1 white bishop · g1 white knight · h1 white rook | a8 black rook · b8 black knight · c8 black bishop · d8 black queen · e8 black king · f8 black bishop · g8 black knight · h8 black rook · a7 black pawn · b7 black pawn · e7 black pawn · f7 black pawn · g7 black pawn · h7 black pawn · c6 black pawn · d5 black pawn · d4 white pawn · e4 white pawn · a2 white pawn · b2 white pawn · c2 white pawn · f2 white pawn · g2 white pawn · h2 white pawn · a1 white rook · b1 white knight · c1 white bishop · d1 white queen · e1 white king · f1 white bishop · g1 white knight · h1 white rook | 6 |
| 5 | a8 black rook · b8 black knight · c8 black bishop · d8 black queen · e8 black king · f8 black bishop · g8 black knight · h8 black rook · a7 black pawn · b7 black pawn · e7 black pawn · f7 black pawn · g7 black pawn · h7 black pawn · c6 black pawn · d5 black pawn · d4 white pawn · e4 white pawn · a2 white pawn · b2 white pawn · c2 white pawn · f2 white pawn · g2 white pawn · h2 white pawn · a1 white rook · b1 white knight · c1 white bishop · d1 white queen · e1 white king · f1 white bishop · g1 white knight · h1 white rook | a8 black rook · b8 black knight · c8 black bishop · d8 black queen · e8 black king · f8 black bishop · g8 black knight · h8 black rook · a7 black pawn · b7 black pawn · e7 black pawn · f7 black pawn · g7 black pawn · h7 black pawn · c6 black pawn · d5 black pawn · d4 white pawn · e4 white pawn · a2 white pawn · b2 white pawn · c2 white pawn · f2 white pawn · g2 white pawn · h2 white pawn · a1 white rook · b1 white knight · c1 white bishop · d1 white queen · e1 white king · f1 white bishop · g1 white knight · h1 white rook | a8 black rook · b8 black knight · c8 black bishop · d8 black queen · e8 black king · f8 black bishop · g8 black knight · h8 black rook · a7 black pawn · b7 black pawn · e7 black pawn · f7 black pawn · g7 black pawn · h7 black pawn · c6 black pawn · d5 black pawn · d4 white pawn · e4 white pawn · a2 white pawn · b2 white pawn · c2 white pawn · f2 white pawn · g2 white pawn · h2 white pawn · a1 white rook · b1 white knight · c1 white bishop · d1 white queen · e1 white king · f1 white bishop · g1 white knight · h1 white rook | a8 black rook · b8 black knight · c8 black bishop · d8 black queen · e8 black king · f8 black bishop · g8 black knight · h8 black rook · a7 black pawn · b7 black pawn · e7 black pawn · f7 black pawn · g7 black pawn · h7 black pawn · c6 black pawn · d5 black pawn · d4 white pawn · e4 white pawn · a2 white pawn · b2 white pawn · c2 white pawn · f2 white pawn · g2 white pawn · h2 white pawn · a1 white rook · b1 white knight · c1 white bishop · d1 white queen · e1 white king · f1 white bishop · g1 white knight · h1 white rook | a8 black rook · b8 black knight · c8 black bishop · d8 black queen · e8 black king · f8 black bishop · g8 black knight · h8 black rook · a7 black pawn · b7 black pawn · e7 black pawn · f7 black pawn · g7 black pawn · h7 black pawn · c6 black pawn · d5 black pawn · d4 white pawn · e4 white pawn · a2 white pawn · b2 white pawn · c2 white pawn · f2 white pawn · g2 white pawn · h2 white pawn · a1 white rook · b1 white knight · c1 white bishop · d1 white queen · e1 white king · f1 white bishop · g1 white knight · h1 white rook | a8 black rook · b8 black knight · c8 black bishop · d8 black queen · e8 black king · f8 black bishop · g8 black knight · h8 black rook · a7 black pawn · b7 black pawn · e7 black pawn · f7 black pawn · g7 black pawn · h7 black pawn · c6 black pawn · d5 black pawn · d4 white pawn · e4 white pawn · a2 white pawn · b2 white pawn · c2 white pawn · f2 white pawn · g2 white pawn · h2 white pawn · a1 white rook · b1 white knight · c1 white bishop · d1 white queen · e1 white king · f1 white bishop · g1 white knight · h1 white rook | a8 black rook · b8 black knight · c8 black bishop · d8 black queen · e8 black king · f8 black bishop · g8 black knight · h8 black rook · a7 black pawn · b7 black pawn · e7 black pawn · f7 black pawn · g7 black pawn · h7 black pawn · c6 black pawn · d5 black pawn · d4 white pawn · e4 white pawn · a2 white pawn · b2 white pawn · c2 white pawn · f2 white pawn · g2 white pawn · h2 white pawn · a1 white rook · b1 white knight · c1 white bishop · d1 white queen · e1 white king · f1 white bishop · g1 white knight · h1 white rook | a8 black rook · b8 black knight · c8 black bishop · d8 black queen · e8 black king · f8 black bishop · g8 black knight · h8 black rook · a7 black pawn · b7 black pawn · e7 black pawn · f7 black pawn · g7 black pawn · h7 black pawn · c6 black pawn · d5 black pawn · d4 white pawn · e4 white pawn · a2 white pawn · b2 white pawn · c2 white pawn · f2 white pawn · g2 white pawn · h2 white pawn · a1 white rook · b1 white knight · c1 white bishop · d1 white queen · e1 white king · f1 white bishop · g1 white knight · h1 white rook | 5 |
| 4 | a8 black rook · b8 black knight · c8 black bishop · d8 black queen · e8 black king · f8 black bishop · g8 black knight · h8 black rook · a7 black pawn · b7 black pawn · e7 black pawn · f7 black pawn · g7 black pawn · h7 black pawn · c6 black pawn · d5 black pawn · d4 white pawn · e4 white pawn · a2 white pawn · b2 white pawn · c2 white pawn · f2 white pawn · g2 white pawn · h2 white pawn · a1 white rook · b1 white knight · c1 white bishop · d1 white queen · e1 white king · f1 white bishop · g1 white knight · h1 white rook | a8 black rook · b8 black knight · c8 black bishop · d8 black queen · e8 black king · f8 black bishop · g8 black knight · h8 black rook · a7 black pawn · b7 black pawn · e7 black pawn · f7 black pawn · g7 black pawn · h7 black pawn · c6 black pawn · d5 black pawn · d4 white pawn · e4 white pawn · a2 white pawn · b2 white pawn · c2 white pawn · f2 white pawn · g2 white pawn · h2 white pawn · a1 white rook · b1 white knight · c1 white bishop · d1 white queen · e1 white king · f1 white bishop · g1 white knight · h1 white rook | a8 black rook · b8 black knight · c8 black bishop · d8 black queen · e8 black king · f8 black bishop · g8 black knight · h8 black rook · a7 black pawn · b7 black pawn · e7 black pawn · f7 black pawn · g7 black pawn · h7 black pawn · c6 black pawn · d5 black pawn · d4 white pawn · e4 white pawn · a2 white pawn · b2 white pawn · c2 white pawn · f2 white pawn · g2 white pawn · h2 white pawn · a1 white rook · b1 white knight · c1 white bishop · d1 white queen · e1 white king · f1 white bishop · g1 white knight · h1 white rook | a8 black rook · b8 black knight · c8 black bishop · d8 black queen · e8 black king · f8 black bishop · g8 black knight · h8 black rook · a7 black pawn · b7 black pawn · e7 black pawn · f7 black pawn · g7 black pawn · h7 black pawn · c6 black pawn · d5 black pawn · d4 white pawn · e4 white pawn · a2 white pawn · b2 white pawn · c2 white pawn · f2 white pawn · g2 white pawn · h2 white pawn · a1 white rook · b1 white knight · c1 white bishop · d1 white queen · e1 white king · f1 white bishop · g1 white knight · h1 white rook | a8 black rook · b8 black knight · c8 black bishop · d8 black queen · e8 black king · f8 black bishop · g8 black knight · h8 black rook · a7 black pawn · b7 black pawn · e7 black pawn · f7 black pawn · g7 black pawn · h7 black pawn · c6 black pawn · d5 black pawn · d4 white pawn · e4 white pawn · a2 white pawn · b2 white pawn · c2 white pawn · f2 white pawn · g2 white pawn · h2 white pawn · a1 white rook · b1 white knight · c1 white bishop · d1 white queen · e1 white king · f1 white bishop · g1 white knight · h1 white rook | a8 black rook · b8 black knight · c8 black bishop · d8 black queen · e8 black king · f8 black bishop · g8 black knight · h8 black rook · a7 black pawn · b7 black pawn · e7 black pawn · f7 black pawn · g7 black pawn · h7 black pawn · c6 black pawn · d5 black pawn · d4 white pawn · e4 white pawn · a2 white pawn · b2 white pawn · c2 white pawn · f2 white pawn · g2 white pawn · h2 white pawn · a1 white rook · b1 white knight · c1 white bishop · d1 white queen · e1 white king · f1 white bishop · g1 white knight · h1 white rook | a8 black rook · b8 black knight · c8 black bishop · d8 black queen · e8 black king · f8 black bishop · g8 black knight · h8 black rook · a7 black pawn · b7 black pawn · e7 black pawn · f7 black pawn · g7 black pawn · h7 black pawn · c6 black pawn · d5 black pawn · d4 white pawn · e4 white pawn · a2 white pawn · b2 white pawn · c2 white pawn · f2 white pawn · g2 white pawn · h2 white pawn · a1 white rook · b1 white knight · c1 white bishop · d1 white queen · e1 white king · f1 white bishop · g1 white knight · h1 white rook | a8 black rook · b8 black knight · c8 black bishop · d8 black queen · e8 black king · f8 black bishop · g8 black knight · h8 black rook · a7 black pawn · b7 black pawn · e7 black pawn · f7 black pawn · g7 black pawn · h7 black pawn · c6 black pawn · d5 black pawn · d4 white pawn · e4 white pawn · a2 white pawn · b2 white pawn · c2 white pawn · f2 white pawn · g2 white pawn · h2 white pawn · a1 white rook · b1 white knight · c1 white bishop · d1 white queen · e1 white king · f1 white bishop · g1 white knight · h1 white rook | 4 |
| 3 | a8 black rook · b8 black knight · c8 black bishop · d8 black queen · e8 black king · f8 black bishop · g8 black knight · h8 black rook · a7 black pawn · b7 black pawn · e7 black pawn · f7 black pawn · g7 black pawn · h7 black pawn · c6 black pawn · d5 black pawn · d4 white pawn · e4 white pawn · a2 white pawn · b2 white pawn · c2 white pawn · f2 white pawn · g2 white pawn · h2 white pawn · a1 white rook · b1 white knight · c1 white bishop · d1 white queen · e1 white king · f1 white bishop · g1 white knight · h1 white rook | a8 black rook · b8 black knight · c8 black bishop · d8 black queen · e8 black king · f8 black bishop · g8 black knight · h8 black rook · a7 black pawn · b7 black pawn · e7 black pawn · f7 black pawn · g7 black pawn · h7 black pawn · c6 black pawn · d5 black pawn · d4 white pawn · e4 white pawn · a2 white pawn · b2 white pawn · c2 white pawn · f2 white pawn · g2 white pawn · h2 white pawn · a1 white rook · b1 white knight · c1 white bishop · d1 white queen · e1 white king · f1 white bishop · g1 white knight · h1 white rook | a8 black rook · b8 black knight · c8 black bishop · d8 black queen · e8 black king · f8 black bishop · g8 black knight · h8 black rook · a7 black pawn · b7 black pawn · e7 black pawn · f7 black pawn · g7 black pawn · h7 black pawn · c6 black pawn · d5 black pawn · d4 white pawn · e4 white pawn · a2 white pawn · b2 white pawn · c2 white pawn · f2 white pawn · g2 white pawn · h2 white pawn · a1 white rook · b1 white knight · c1 white bishop · d1 white queen · e1 white king · f1 white bishop · g1 white knight · h1 white rook | a8 black rook · b8 black knight · c8 black bishop · d8 black queen · e8 black king · f8 black bishop · g8 black knight · h8 black rook · a7 black pawn · b7 black pawn · e7 black pawn · f7 black pawn · g7 black pawn · h7 black pawn · c6 black pawn · d5 black pawn · d4 white pawn · e4 white pawn · a2 white pawn · b2 white pawn · c2 white pawn · f2 white pawn · g2 white pawn · h2 white pawn · a1 white rook · b1 white knight · c1 white bishop · d1 white queen · e1 white king · f1 white bishop · g1 white knight · h1 white rook | a8 black rook · b8 black knight · c8 black bishop · d8 black queen · e8 black king · f8 black bishop · g8 black knight · h8 black rook · a7 black pawn · b7 black pawn · e7 black pawn · f7 black pawn · g7 black pawn · h7 black pawn · c6 black pawn · d5 black pawn · d4 white pawn · e4 white pawn · a2 white pawn · b2 white pawn · c2 white pawn · f2 white pawn · g2 white pawn · h2 white pawn · a1 white rook · b1 white knight · c1 white bishop · d1 white queen · e1 white king · f1 white bishop · g1 white knight · h1 white rook | a8 black rook · b8 black knight · c8 black bishop · d8 black queen · e8 black king · f8 black bishop · g8 black knight · h8 black rook · a7 black pawn · b7 black pawn · e7 black pawn · f7 black pawn · g7 black pawn · h7 black pawn · c6 black pawn · d5 black pawn · d4 white pawn · e4 white pawn · a2 white pawn · b2 white pawn · c2 white pawn · f2 white pawn · g2 white pawn · h2 white pawn · a1 white rook · b1 white knight · c1 white bishop · d1 white queen · e1 white king · f1 white bishop · g1 white knight · h1 white rook | a8 black rook · b8 black knight · c8 black bishop · d8 black queen · e8 black king · f8 black bishop · g8 black knight · h8 black rook · a7 black pawn · b7 black pawn · e7 black pawn · f7 black pawn · g7 black pawn · h7 black pawn · c6 black pawn · d5 black pawn · d4 white pawn · e4 white pawn · a2 white pawn · b2 white pawn · c2 white pawn · f2 white pawn · g2 white pawn · h2 white pawn · a1 white rook · b1 white knight · c1 white bishop · d1 white queen · e1 white king · f1 white bishop · g1 white knight · h1 white rook | a8 black rook · b8 black knight · c8 black bishop · d8 black queen · e8 black king · f8 black bishop · g8 black knight · h8 black rook · a7 black pawn · b7 black pawn · e7 black pawn · f7 black pawn · g7 black pawn · h7 black pawn · c6 black pawn · d5 black pawn · d4 white pawn · e4 white pawn · a2 white pawn · b2 white pawn · c2 white pawn · f2 white pawn · g2 white pawn · h2 white pawn · a1 white rook · b1 white knight · c1 white bishop · d1 white queen · e1 white king · f1 white bishop · g1 white knight · h1 white rook | 3 |
| 2 | a8 black rook · b8 black knight · c8 black bishop · d8 black queen · e8 black king · f8 black bishop · g8 black knight · h8 black rook · a7 black pawn · b7 black pawn · e7 black pawn · f7 black pawn · g7 black pawn · h7 black pawn · c6 black pawn · d5 black pawn · d4 white pawn · e4 white pawn · a2 white pawn · b2 white pawn · c2 white pawn · f2 white pawn · g2 white pawn · h2 white pawn · a1 white rook · b1 white knight · c1 white bishop · d1 white queen · e1 white king · f1 white bishop · g1 white knight · h1 white rook | a8 black rook · b8 black knight · c8 black bishop · d8 black queen · e8 black king · f8 black bishop · g8 black knight · h8 black rook · a7 black pawn · b7 black pawn · e7 black pawn · f7 black pawn · g7 black pawn · h7 black pawn · c6 black pawn · d5 black pawn · d4 white pawn · e4 white pawn · a2 white pawn · b2 white pawn · c2 white pawn · f2 white pawn · g2 white pawn · h2 white pawn · a1 white rook · b1 white knight · c1 white bishop · d1 white queen · e1 white king · f1 white bishop · g1 white knight · h1 white rook | a8 black rook · b8 black knight · c8 black bishop · d8 black queen · e8 black king · f8 black bishop · g8 black knight · h8 black rook · a7 black pawn · b7 black pawn · e7 black pawn · f7 black pawn · g7 black pawn · h7 black pawn · c6 black pawn · d5 black pawn · d4 white pawn · e4 white pawn · a2 white pawn · b2 white pawn · c2 white pawn · f2 white pawn · g2 white pawn · h2 white pawn · a1 white rook · b1 white knight · c1 white bishop · d1 white queen · e1 white king · f1 white bishop · g1 white knight · h1 white rook | a8 black rook · b8 black knight · c8 black bishop · d8 black queen · e8 black king · f8 black bishop · g8 black knight · h8 black rook · a7 black pawn · b7 black pawn · e7 black pawn · f7 black pawn · g7 black pawn · h7 black pawn · c6 black pawn · d5 black pawn · d4 white pawn · e4 white pawn · a2 white pawn · b2 white pawn · c2 white pawn · f2 white pawn · g2 white pawn · h2 white pawn · a1 white rook · b1 white knight · c1 white bishop · d1 white queen · e1 white king · f1 white bishop · g1 white knight · h1 white rook | a8 black rook · b8 black knight · c8 black bishop · d8 black queen · e8 black king · f8 black bishop · g8 black knight · h8 black rook · a7 black pawn · b7 black pawn · e7 black pawn · f7 black pawn · g7 black pawn · h7 black pawn · c6 black pawn · d5 black pawn · d4 white pawn · e4 white pawn · a2 white pawn · b2 white pawn · c2 white pawn · f2 white pawn · g2 white pawn · h2 white pawn · a1 white rook · b1 white knight · c1 white bishop · d1 white queen · e1 white king · f1 white bishop · g1 white knight · h1 white rook | a8 black rook · b8 black knight · c8 black bishop · d8 black queen · e8 black king · f8 black bishop · g8 black knight · h8 black rook · a7 black pawn · b7 black pawn · e7 black pawn · f7 black pawn · g7 black pawn · h7 black pawn · c6 black pawn · d5 black pawn · d4 white pawn · e4 white pawn · a2 white pawn · b2 white pawn · c2 white pawn · f2 white pawn · g2 white pawn · h2 white pawn · a1 white rook · b1 white knight · c1 white bishop · d1 white queen · e1 white king · f1 white bishop · g1 white knight · h1 white rook | a8 black rook · b8 black knight · c8 black bishop · d8 black queen · e8 black king · f8 black bishop · g8 black knight · h8 black rook · a7 black pawn · b7 black pawn · e7 black pawn · f7 black pawn · g7 black pawn · h7 black pawn · c6 black pawn · d5 black pawn · d4 white pawn · e4 white pawn · a2 white pawn · b2 white pawn · c2 white pawn · f2 white pawn · g2 white pawn · h2 white pawn · a1 white rook · b1 white knight · c1 white bishop · d1 white queen · e1 white king · f1 white bishop · g1 white knight · h1 white rook | a8 black rook · b8 black knight · c8 black bishop · d8 black queen · e8 black king · f8 black bishop · g8 black knight · h8 black rook · a7 black pawn · b7 black pawn · e7 black pawn · f7 black pawn · g7 black pawn · h7 black pawn · c6 black pawn · d5 black pawn · d4 white pawn · e4 white pawn · a2 white pawn · b2 white pawn · c2 white pawn · f2 white pawn · g2 white pawn · h2 white pawn · a1 white rook · b1 white knight · c1 white bishop · d1 white queen · e1 white king · f1 white bishop · g1 white knight · h1 white rook | 2 |
| 1 | a8 black rook · b8 black knight · c8 black bishop · d8 black queen · e8 black king · f8 black bishop · g8 black knight · h8 black rook · a7 black pawn · b7 black pawn · e7 black pawn · f7 black pawn · g7 black pawn · h7 black pawn · c6 black pawn · d5 black pawn · d4 white pawn · e4 white pawn · a2 white pawn · b2 white pawn · c2 white pawn · f2 white pawn · g2 white pawn · h2 white pawn · a1 white rook · b1 white knight · c1 white bishop · d1 white queen · e1 white king · f1 white bishop · g1 white knight · h1 white rook | a8 black rook · b8 black knight · c8 black bishop · d8 black queen · e8 black king · f8 black bishop · g8 black knight · h8 black rook · a7 black pawn · b7 black pawn · e7 black pawn · f7 black pawn · g7 black pawn · h7 black pawn · c6 black pawn · d5 black pawn · d4 white pawn · e4 white pawn · a2 white pawn · b2 white pawn · c2 white pawn · f2 white pawn · g2 white pawn · h2 white pawn · a1 white rook · b1 white knight · c1 white bishop · d1 white queen · e1 white king · f1 white bishop · g1 white knight · h1 white rook | a8 black rook · b8 black knight · c8 black bishop · d8 black queen · e8 black king · f8 black bishop · g8 black knight · h8 black rook · a7 black pawn · b7 black pawn · e7 black pawn · f7 black pawn · g7 black pawn · h7 black pawn · c6 black pawn · d5 black pawn · d4 white pawn · e4 white pawn · a2 white pawn · b2 white pawn · c2 white pawn · f2 white pawn · g2 white pawn · h2 white pawn · a1 white rook · b1 white knight · c1 white bishop · d1 white queen · e1 white king · f1 white bishop · g1 white knight · h1 white rook | a8 black rook · b8 black knight · c8 black bishop · d8 black queen · e8 black king · f8 black bishop · g8 black knight · h8 black rook · a7 black pawn · b7 black pawn · e7 black pawn · f7 black pawn · g7 black pawn · h7 black pawn · c6 black pawn · d5 black pawn · d4 white pawn · e4 white pawn · a2 white pawn · b2 white pawn · c2 white pawn · f2 white pawn · g2 white pawn · h2 white pawn · a1 white rook · b1 white knight · c1 white bishop · d1 white queen · e1 white king · f1 white bishop · g1 white knight · h1 white rook | a8 black rook · b8 black knight · c8 black bishop · d8 black queen · e8 black king · f8 black bishop · g8 black knight · h8 black rook · a7 black pawn · b7 black pawn · e7 black pawn · f7 black pawn · g7 black pawn · h7 black pawn · c6 black pawn · d5 black pawn · d4 white pawn · e4 white pawn · a2 white pawn · b2 white pawn · c2 white pawn · f2 white pawn · g2 white pawn · h2 white pawn · a1 white rook · b1 white knight · c1 white bishop · d1 white queen · e1 white king · f1 white bishop · g1 white knight · h1 white rook | a8 black rook · b8 black knight · c8 black bishop · d8 black queen · e8 black king · f8 black bishop · g8 black knight · h8 black rook · a7 black pawn · b7 black pawn · e7 black pawn · f7 black pawn · g7 black pawn · h7 black pawn · c6 black pawn · d5 black pawn · d4 white pawn · e4 white pawn · a2 white pawn · b2 white pawn · c2 white pawn · f2 white pawn · g2 white pawn · h2 white pawn · a1 white rook · b1 white knight · c1 white bishop · d1 white queen · e1 white king · f1 white bishop · g1 white knight · h1 white rook | a8 black rook · b8 black knight · c8 black bishop · d8 black queen · e8 black king · f8 black bishop · g8 black knight · h8 black rook · a7 black pawn · b7 black pawn · e7 black pawn · f7 black pawn · g7 black pawn · h7 black pawn · c6 black pawn · d5 black pawn · d4 white pawn · e4 white pawn · a2 white pawn · b2 white pawn · c2 white pawn · f2 white pawn · g2 white pawn · h2 white pawn · a1 white rook · b1 white knight · c1 white bishop · d1 white queen · e1 white king · f1 white bishop · g1 white knight · h1 white rook | a8 black rook · b8 black knight · c8 black bishop · d8 black queen · e8 black king · f8 black bishop · g8 black knight · h8 black rook · a7 black pawn · b7 black pawn · e7 black pawn · f7 black pawn · g7 black pawn · h7 black pawn · c6 black pawn · d5 black pawn · d4 white pawn · e4 white pawn · a2 white pawn · b2 white pawn · c2 white pawn · f2 white pawn · g2 white pawn · h2 white pawn · a1 white rook · b1 white knight · c1 white bishop · d1 white queen · e1 white king · f1 white bishop · g1 white knight · h1 white rook | 1 |
|   | a | b | c | d | e | f | g | h |   |

Каро-Кан одбрана је шаховско отварање, које почиње потезима:
1. е2-е4 ц7-ц6 2. д2-д4 д7-д5.
Назив је добило по презименима двојице мајстора који су заслужни за његову полуларност и примену на такмичењима. Почео је да га примењује бечки мајстор Маријус Кан 1880. године, док је берлински мајстор Хорацио Каро, дао исцрпну анализу. Др Макс Еве је сматрао да Кан има више заслуга за ово отварање и да би га требало звати Кан-Каро. Интересантно је да су се на Шаховској олимпијади 1968. у Лугану састала двојица шахиста са презименима Каро и Кан. Каро је био из Венецуеле, а Кан из Монака
Каро-Кан је омиљена одбрана шахиста позиционог стила, који воле чврст положај на табли са много фигура, а уз све то је решен проблем развоја црног ловца ц8. Велики познавалац овог отварања био је кубански велемајстор и светски првак Хосе Раул Капабланка.
У мечевима за светско првенство са Смисловом и Таљем др Михаил Ботвиник успешно је примењивао ову одбрану.
Радови совјетских шаховских теоретичара тридесетих година прошлог века обогатили су Каро-Кан новим идејама и оригиналним стратегијским шемама, које су омогућиле у одређеним варијантама иницијативу белом (напад Панова) и активну заштиту црном.
Анатолиј Карпов је велики познавалац одбране Каро-Кан. Са њом је остварио велики број победа.
Већ много година та одбрана улази у његов почетни репертоар за црног, јављајући се основним и успешним оружјем у одговор на 1. e2-e4.
Од домаћих велемајстора Каро Кан је као црни успешно примењивао низ година др Петар Трифуновић
Иако се ова одбрана ужива глас помало пасивне, али солидне и чврсте одбране, са успехом су је примењивали играчи, који су само случајно могли да изгубе Капабланка, Ботвиник, Смислов, Петросјан и Карпов.

## Основне варијанте
|   | a | b | c | d | e | f | g | h |   |
| 8 | a8 black rook · b8 black knight · d8 black queen · e8 black king · f8 black bishop · g8 black knight · h8 black rook · a7 black pawn · b7 black pawn · e7 black pawn · f7 black pawn · g7 black pawn · h7 black pawn · c6 black pawn · d5 black pawn · e5 white pawn · f5 black bishop · d4 white pawn · a2 white pawn · b2 white pawn · c2 white pawn · f2 white pawn · g2 white pawn · h2 white pawn · a1 white rook · b1 white knight · c1 white bishop · d1 white queen · e1 white king · f1 white bishop · g1 white knight · h1 white rook | a8 black rook · b8 black knight · d8 black queen · e8 black king · f8 black bishop · g8 black knight · h8 black rook · a7 black pawn · b7 black pawn · e7 black pawn · f7 black pawn · g7 black pawn · h7 black pawn · c6 black pawn · d5 black pawn · e5 white pawn · f5 black bishop · d4 white pawn · a2 white pawn · b2 white pawn · c2 white pawn · f2 white pawn · g2 white pawn · h2 white pawn · a1 white rook · b1 white knight · c1 white bishop · d1 white queen · e1 white king · f1 white bishop · g1 white knight · h1 white rook | a8 black rook · b8 black knight · d8 black queen · e8 black king · f8 black bishop · g8 black knight · h8 black rook · a7 black pawn · b7 black pawn · e7 black pawn · f7 black pawn · g7 black pawn · h7 black pawn · c6 black pawn · d5 black pawn · e5 white pawn · f5 black bishop · d4 white pawn · a2 white pawn · b2 white pawn · c2 white pawn · f2 white pawn · g2 white pawn · h2 white pawn · a1 white rook · b1 white knight · c1 white bishop · d1 white queen · e1 white king · f1 white bishop · g1 white knight · h1 white rook | a8 black rook · b8 black knight · d8 black queen · e8 black king · f8 black bishop · g8 black knight · h8 black rook · a7 black pawn · b7 black pawn · e7 black pawn · f7 black pawn · g7 black pawn · h7 black pawn · c6 black pawn · d5 black pawn · e5 white pawn · f5 black bishop · d4 white pawn · a2 white pawn · b2 white pawn · c2 white pawn · f2 white pawn · g2 white pawn · h2 white pawn · a1 white rook · b1 white knight · c1 white bishop · d1 white queen · e1 white king · f1 white bishop · g1 white knight · h1 white rook | a8 black rook · b8 black knight · d8 black queen · e8 black king · f8 black bishop · g8 black knight · h8 black rook · a7 black pawn · b7 black pawn · e7 black pawn · f7 black pawn · g7 black pawn · h7 black pawn · c6 black pawn · d5 black pawn · e5 white pawn · f5 black bishop · d4 white pawn · a2 white pawn · b2 white pawn · c2 white pawn · f2 white pawn · g2 white pawn · h2 white pawn · a1 white rook · b1 white knight · c1 white bishop · d1 white queen · e1 white king · f1 white bishop · g1 white knight · h1 white rook | a8 black rook · b8 black knight · d8 black queen · e8 black king · f8 black bishop · g8 black knight · h8 black rook · a7 black pawn · b7 black pawn · e7 black pawn · f7 black pawn · g7 black pawn · h7 black pawn · c6 black pawn · d5 black pawn · e5 white pawn · f5 black bishop · d4 white pawn · a2 white pawn · b2 white pawn · c2 white pawn · f2 white pawn · g2 white pawn · h2 white pawn · a1 white rook · b1 white knight · c1 white bishop · d1 white queen · e1 white king · f1 white bishop · g1 white knight · h1 white rook | a8 black rook · b8 black knight · d8 black queen · e8 black king · f8 black bishop · g8 black knight · h8 black rook · a7 black pawn · b7 black pawn · e7 black pawn · f7 black pawn · g7 black pawn · h7 black pawn · c6 black pawn · d5 black pawn · e5 white pawn · f5 black bishop · d4 white pawn · a2 white pawn · b2 white pawn · c2 white pawn · f2 white pawn · g2 white pawn · h2 white pawn · a1 white rook · b1 white knight · c1 white bishop · d1 white queen · e1 white king · f1 white bishop · g1 white knight · h1 white rook | a8 black rook · b8 black knight · d8 black queen · e8 black king · f8 black bishop · g8 black knight · h8 black rook · a7 black pawn · b7 black pawn · e7 black pawn · f7 black pawn · g7 black pawn · h7 black pawn · c6 black pawn · d5 black pawn · e5 white pawn · f5 black bishop · d4 white pawn · a2 white pawn · b2 white pawn · c2 white pawn · f2 white pawn · g2 white pawn · h2 white pawn · a1 white rook · b1 white knight · c1 white bishop · d1 white queen · e1 white king · f1 white bishop · g1 white knight · h1 white rook | 8 |
| 7 | a8 black rook · b8 black knight · d8 black queen · e8 black king · f8 black bishop · g8 black knight · h8 black rook · a7 black pawn · b7 black pawn · e7 black pawn · f7 black pawn · g7 black pawn · h7 black pawn · c6 black pawn · d5 black pawn · e5 white pawn · f5 black bishop · d4 white pawn · a2 white pawn · b2 white pawn · c2 white pawn · f2 white pawn · g2 white pawn · h2 white pawn · a1 white rook · b1 white knight · c1 white bishop · d1 white queen · e1 white king · f1 white bishop · g1 white knight · h1 white rook | a8 black rook · b8 black knight · d8 black queen · e8 black king · f8 black bishop · g8 black knight · h8 black rook · a7 black pawn · b7 black pawn · e7 black pawn · f7 black pawn · g7 black pawn · h7 black pawn · c6 black pawn · d5 black pawn · e5 white pawn · f5 black bishop · d4 white pawn · a2 white pawn · b2 white pawn · c2 white pawn · f2 white pawn · g2 white pawn · h2 white pawn · a1 white rook · b1 white knight · c1 white bishop · d1 white queen · e1 white king · f1 white bishop · g1 white knight · h1 white rook | a8 black rook · b8 black knight · d8 black queen · e8 black king · f8 black bishop · g8 black knight · h8 black rook · a7 black pawn · b7 black pawn · e7 black pawn · f7 black pawn · g7 black pawn · h7 black pawn · c6 black pawn · d5 black pawn · e5 white pawn · f5 black bishop · d4 white pawn · a2 white pawn · b2 white pawn · c2 white pawn · f2 white pawn · g2 white pawn · h2 white pawn · a1 white rook · b1 white knight · c1 white bishop · d1 white queen · e1 white king · f1 white bishop · g1 white knight · h1 white rook | a8 black rook · b8 black knight · d8 black queen · e8 black king · f8 black bishop · g8 black knight · h8 black rook · a7 black pawn · b7 black pawn · e7 black pawn · f7 black pawn · g7 black pawn · h7 black pawn · c6 black pawn · d5 black pawn · e5 white pawn · f5 black bishop · d4 white pawn · a2 white pawn · b2 white pawn · c2 white pawn · f2 white pawn · g2 white pawn · h2 white pawn · a1 white rook · b1 white knight · c1 white bishop · d1 white queen · e1 white king · f1 white bishop · g1 white knight · h1 white rook | a8 black rook · b8 black knight · d8 black queen · e8 black king · f8 black bishop · g8 black knight · h8 black rook · a7 black pawn · b7 black pawn · e7 black pawn · f7 black pawn · g7 black pawn · h7 black pawn · c6 black pawn · d5 black pawn · e5 white pawn · f5 black bishop · d4 white pawn · a2 white pawn · b2 white pawn · c2 white pawn · f2 white pawn · g2 white pawn · h2 white pawn · a1 white rook · b1 white knight · c1 white bishop · d1 white queen · e1 white king · f1 white bishop · g1 white knight · h1 white rook | a8 black rook · b8 black knight · d8 black queen · e8 black king · f8 black bishop · g8 black knight · h8 black rook · a7 black pawn · b7 black pawn · e7 black pawn · f7 black pawn · g7 black pawn · h7 black pawn · c6 black pawn · d5 black pawn · e5 white pawn · f5 black bishop · d4 white pawn · a2 white pawn · b2 white pawn · c2 white pawn · f2 white pawn · g2 white pawn · h2 white pawn · a1 white rook · b1 white knight · c1 white bishop · d1 white queen · e1 white king · f1 white bishop · g1 white knight · h1 white rook | a8 black rook · b8 black knight · d8 black queen · e8 black king · f8 black bishop · g8 black knight · h8 black rook · a7 black pawn · b7 black pawn · e7 black pawn · f7 black pawn · g7 black pawn · h7 black pawn · c6 black pawn · d5 black pawn · e5 white pawn · f5 black bishop · d4 white pawn · a2 white pawn · b2 white pawn · c2 white pawn · f2 white pawn · g2 white pawn · h2 white pawn · a1 white rook · b1 white knight · c1 white bishop · d1 white queen · e1 white king · f1 white bishop · g1 white knight · h1 white rook | a8 black rook · b8 black knight · d8 black queen · e8 black king · f8 black bishop · g8 black knight · h8 black rook · a7 black pawn · b7 black pawn · e7 black pawn · f7 black pawn · g7 black pawn · h7 black pawn · c6 black pawn · d5 black pawn · e5 white pawn · f5 black bishop · d4 white pawn · a2 white pawn · b2 white pawn · c2 white pawn · f2 white pawn · g2 white pawn · h2 white pawn · a1 white rook · b1 white knight · c1 white bishop · d1 white queen · e1 white king · f1 white bishop · g1 white knight · h1 white rook | 7 |
| 6 | a8 black rook · b8 black knight · d8 black queen · e8 black king · f8 black bishop · g8 black knight · h8 black rook · a7 black pawn · b7 black pawn · e7 black pawn · f7 black pawn · g7 black pawn · h7 black pawn · c6 black pawn · d5 black pawn · e5 white pawn · f5 black bishop · d4 white pawn · a2 white pawn · b2 white pawn · c2 white pawn · f2 white pawn · g2 white pawn · h2 white pawn · a1 white rook · b1 white knight · c1 white bishop · d1 white queen · e1 white king · f1 white bishop · g1 white knight · h1 white rook | a8 black rook · b8 black knight · d8 black queen · e8 black king · f8 black bishop · g8 black knight · h8 black rook · a7 black pawn · b7 black pawn · e7 black pawn · f7 black pawn · g7 black pawn · h7 black pawn · c6 black pawn · d5 black pawn · e5 white pawn · f5 black bishop · d4 white pawn · a2 white pawn · b2 white pawn · c2 white pawn · f2 white pawn · g2 white pawn · h2 white pawn · a1 white rook · b1 white knight · c1 white bishop · d1 white queen · e1 white king · f1 white bishop · g1 white knight · h1 white rook | a8 black rook · b8 black knight · d8 black queen · e8 black king · f8 black bishop · g8 black knight · h8 black rook · a7 black pawn · b7 black pawn · e7 black pawn · f7 black pawn · g7 black pawn · h7 black pawn · c6 black pawn · d5 black pawn · e5 white pawn · f5 black bishop · d4 white pawn · a2 white pawn · b2 white pawn · c2 white pawn · f2 white pawn · g2 white pawn · h2 white pawn · a1 white rook · b1 white knight · c1 white bishop · d1 white queen · e1 white king · f1 white bishop · g1 white knight · h1 white rook | a8 black rook · b8 black knight · d8 black queen · e8 black king · f8 black bishop · g8 black knight · h8 black rook · a7 black pawn · b7 black pawn · e7 black pawn · f7 black pawn · g7 black pawn · h7 black pawn · c6 black pawn · d5 black pawn · e5 white pawn · f5 black bishop · d4 white pawn · a2 white pawn · b2 white pawn · c2 white pawn · f2 white pawn · g2 white pawn · h2 white pawn · a1 white rook · b1 white knight · c1 white bishop · d1 white queen · e1 white king · f1 white bishop · g1 white knight · h1 white rook | a8 black rook · b8 black knight · d8 black queen · e8 black king · f8 black bishop · g8 black knight · h8 black rook · a7 black pawn · b7 black pawn · e7 black pawn · f7 black pawn · g7 black pawn · h7 black pawn · c6 black pawn · d5 black pawn · e5 white pawn · f5 black bishop · d4 white pawn · a2 white pawn · b2 white pawn · c2 white pawn · f2 white pawn · g2 white pawn · h2 white pawn · a1 white rook · b1 white knight · c1 white bishop · d1 white queen · e1 white king · f1 white bishop · g1 white knight · h1 white rook | a8 black rook · b8 black knight · d8 black queen · e8 black king · f8 black bishop · g8 black knight · h8 black rook · a7 black pawn · b7 black pawn · e7 black pawn · f7 black pawn · g7 black pawn · h7 black pawn · c6 black pawn · d5 black pawn · e5 white pawn · f5 black bishop · d4 white pawn · a2 white pawn · b2 white pawn · c2 white pawn · f2 white pawn · g2 white pawn · h2 white pawn · a1 white rook · b1 white knight · c1 white bishop · d1 white queen · e1 white king · f1 white bishop · g1 white knight · h1 white rook | a8 black rook · b8 black knight · d8 black queen · e8 black king · f8 black bishop · g8 black knight · h8 black rook · a7 black pawn · b7 black pawn · e7 black pawn · f7 black pawn · g7 black pawn · h7 black pawn · c6 black pawn · d5 black pawn · e5 white pawn · f5 black bishop · d4 white pawn · a2 white pawn · b2 white pawn · c2 white pawn · f2 white pawn · g2 white pawn · h2 white pawn · a1 white rook · b1 white knight · c1 white bishop · d1 white queen · e1 white king · f1 white bishop · g1 white knight · h1 white rook | a8 black rook · b8 black knight · d8 black queen · e8 black king · f8 black bishop · g8 black knight · h8 black rook · a7 black pawn · b7 black pawn · e7 black pawn · f7 black pawn · g7 black pawn · h7 black pawn · c6 black pawn · d5 black pawn · e5 white pawn · f5 black bishop · d4 white pawn · a2 white pawn · b2 white pawn · c2 white pawn · f2 white pawn · g2 white pawn · h2 white pawn · a1 white rook · b1 white knight · c1 white bishop · d1 white queen · e1 white king · f1 white bishop · g1 white knight · h1 white rook | 6 |
| 5 | a8 black rook · b8 black knight · d8 black queen · e8 black king · f8 black bishop · g8 black knight · h8 black rook · a7 black pawn · b7 black pawn · e7 black pawn · f7 black pawn · g7 black pawn · h7 black pawn · c6 black pawn · d5 black pawn · e5 white pawn · f5 black bishop · d4 white pawn · a2 white pawn · b2 white pawn · c2 white pawn · f2 white pawn · g2 white pawn · h2 white pawn · a1 white rook · b1 white knight · c1 white bishop · d1 white queen · e1 white king · f1 white bishop · g1 white knight · h1 white rook | a8 black rook · b8 black knight · d8 black queen · e8 black king · f8 black bishop · g8 black knight · h8 black rook · a7 black pawn · b7 black pawn · e7 black pawn · f7 black pawn · g7 black pawn · h7 black pawn · c6 black pawn · d5 black pawn · e5 white pawn · f5 black bishop · d4 white pawn · a2 white pawn · b2 white pawn · c2 white pawn · f2 white pawn · g2 white pawn · h2 white pawn · a1 white rook · b1 white knight · c1 white bishop · d1 white queen · e1 white king · f1 white bishop · g1 white knight · h1 white rook | a8 black rook · b8 black knight · d8 black queen · e8 black king · f8 black bishop · g8 black knight · h8 black rook · a7 black pawn · b7 black pawn · e7 black pawn · f7 black pawn · g7 black pawn · h7 black pawn · c6 black pawn · d5 black pawn · e5 white pawn · f5 black bishop · d4 white pawn · a2 white pawn · b2 white pawn · c2 white pawn · f2 white pawn · g2 white pawn · h2 white pawn · a1 white rook · b1 white knight · c1 white bishop · d1 white queen · e1 white king · f1 white bishop · g1 white knight · h1 white rook | a8 black rook · b8 black knight · d8 black queen · e8 black king · f8 black bishop · g8 black knight · h8 black rook · a7 black pawn · b7 black pawn · e7 black pawn · f7 black pawn · g7 black pawn · h7 black pawn · c6 black pawn · d5 black pawn · e5 white pawn · f5 black bishop · d4 white pawn · a2 white pawn · b2 white pawn · c2 white pawn · f2 white pawn · g2 white pawn · h2 white pawn · a1 white rook · b1 white knight · c1 white bishop · d1 white queen · e1 white king · f1 white bishop · g1 white knight · h1 white rook | a8 black rook · b8 black knight · d8 black queen · e8 black king · f8 black bishop · g8 black knight · h8 black rook · a7 black pawn · b7 black pawn · e7 black pawn · f7 black pawn · g7 black pawn · h7 black pawn · c6 black pawn · d5 black pawn · e5 white pawn · f5 black bishop · d4 white pawn · a2 white pawn · b2 white pawn · c2 white pawn · f2 white pawn · g2 white pawn · h2 white pawn · a1 white rook · b1 white knight · c1 white bishop · d1 white queen · e1 white king · f1 white bishop · g1 white knight · h1 white rook | a8 black rook · b8 black knight · d8 black queen · e8 black king · f8 black bishop · g8 black knight · h8 black rook · a7 black pawn · b7 black pawn · e7 black pawn · f7 black pawn · g7 black pawn · h7 black pawn · c6 black pawn · d5 black pawn · e5 white pawn · f5 black bishop · d4 white pawn · a2 white pawn · b2 white pawn · c2 white pawn · f2 white pawn · g2 white pawn · h2 white pawn · a1 white rook · b1 white knight · c1 white bishop · d1 white queen · e1 white king · f1 white bishop · g1 white knight · h1 white rook | a8 black rook · b8 black knight · d8 black queen · e8 black king · f8 black bishop · g8 black knight · h8 black rook · a7 black pawn · b7 black pawn · e7 black pawn · f7 black pawn · g7 black pawn · h7 black pawn · c6 black pawn · d5 black pawn · e5 white pawn · f5 black bishop · d4 white pawn · a2 white pawn · b2 white pawn · c2 white pawn · f2 white pawn · g2 white pawn · h2 white pawn · a1 white rook · b1 white knight · c1 white bishop · d1 white queen · e1 white king · f1 white bishop · g1 white knight · h1 white rook | a8 black rook · b8 black knight · d8 black queen · e8 black king · f8 black bishop · g8 black knight · h8 black rook · a7 black pawn · b7 black pawn · e7 black pawn · f7 black pawn · g7 black pawn · h7 black pawn · c6 black pawn · d5 black pawn · e5 white pawn · f5 black bishop · d4 white pawn · a2 white pawn · b2 white pawn · c2 white pawn · f2 white pawn · g2 white pawn · h2 white pawn · a1 white rook · b1 white knight · c1 white bishop · d1 white queen · e1 white king · f1 white bishop · g1 white knight · h1 white rook | 5 |
| 4 | a8 black rook · b8 black knight · d8 black queen · e8 black king · f8 black bishop · g8 black knight · h8 black rook · a7 black pawn · b7 black pawn · e7 black pawn · f7 black pawn · g7 black pawn · h7 black pawn · c6 black pawn · d5 black pawn · e5 white pawn · f5 black bishop · d4 white pawn · a2 white pawn · b2 white pawn · c2 white pawn · f2 white pawn · g2 white pawn · h2 white pawn · a1 white rook · b1 white knight · c1 white bishop · d1 white queen · e1 white king · f1 white bishop · g1 white knight · h1 white rook | a8 black rook · b8 black knight · d8 black queen · e8 black king · f8 black bishop · g8 black knight · h8 black rook · a7 black pawn · b7 black pawn · e7 black pawn · f7 black pawn · g7 black pawn · h7 black pawn · c6 black pawn · d5 black pawn · e5 white pawn · f5 black bishop · d4 white pawn · a2 white pawn · b2 white pawn · c2 white pawn · f2 white pawn · g2 white pawn · h2 white pawn · a1 white rook · b1 white knight · c1 white bishop · d1 white queen · e1 white king · f1 white bishop · g1 white knight · h1 white rook | a8 black rook · b8 black knight · d8 black queen · e8 black king · f8 black bishop · g8 black knight · h8 black rook · a7 black pawn · b7 black pawn · e7 black pawn · f7 black pawn · g7 black pawn · h7 black pawn · c6 black pawn · d5 black pawn · e5 white pawn · f5 black bishop · d4 white pawn · a2 white pawn · b2 white pawn · c2 white pawn · f2 white pawn · g2 white pawn · h2 white pawn · a1 white rook · b1 white knight · c1 white bishop · d1 white queen · e1 white king · f1 white bishop · g1 white knight · h1 white rook | a8 black rook · b8 black knight · d8 black queen · e8 black king · f8 black bishop · g8 black knight · h8 black rook · a7 black pawn · b7 black pawn · e7 black pawn · f7 black pawn · g7 black pawn · h7 black pawn · c6 black pawn · d5 black pawn · e5 white pawn · f5 black bishop · d4 white pawn · a2 white pawn · b2 white pawn · c2 white pawn · f2 white pawn · g2 white pawn · h2 white pawn · a1 white rook · b1 white knight · c1 white bishop · d1 white queen · e1 white king · f1 white bishop · g1 white knight · h1 white rook | a8 black rook · b8 black knight · d8 black queen · e8 black king · f8 black bishop · g8 black knight · h8 black rook · a7 black pawn · b7 black pawn · e7 black pawn · f7 black pawn · g7 black pawn · h7 black pawn · c6 black pawn · d5 black pawn · e5 white pawn · f5 black bishop · d4 white pawn · a2 white pawn · b2 white pawn · c2 white pawn · f2 white pawn · g2 white pawn · h2 white pawn · a1 white rook · b1 white knight · c1 white bishop · d1 white queen · e1 white king · f1 white bishop · g1 white knight · h1 white rook | a8 black rook · b8 black knight · d8 black queen · e8 black king · f8 black bishop · g8 black knight · h8 black rook · a7 black pawn · b7 black pawn · e7 black pawn · f7 black pawn · g7 black pawn · h7 black pawn · c6 black pawn · d5 black pawn · e5 white pawn · f5 black bishop · d4 white pawn · a2 white pawn · b2 white pawn · c2 white pawn · f2 white pawn · g2 white pawn · h2 white pawn · a1 white rook · b1 white knight · c1 white bishop · d1 white queen · e1 white king · f1 white bishop · g1 white knight · h1 white rook | a8 black rook · b8 black knight · d8 black queen · e8 black king · f8 black bishop · g8 black knight · h8 black rook · a7 black pawn · b7 black pawn · e7 black pawn · f7 black pawn · g7 black pawn · h7 black pawn · c6 black pawn · d5 black pawn · e5 white pawn · f5 black bishop · d4 white pawn · a2 white pawn · b2 white pawn · c2 white pawn · f2 white pawn · g2 white pawn · h2 white pawn · a1 white rook · b1 white knight · c1 white bishop · d1 white queen · e1 white king · f1 white bishop · g1 white knight · h1 white rook | a8 black rook · b8 black knight · d8 black queen · e8 black king · f8 black bishop · g8 black knight · h8 black rook · a7 black pawn · b7 black pawn · e7 black pawn · f7 black pawn · g7 black pawn · h7 black pawn · c6 black pawn · d5 black pawn · e5 white pawn · f5 black bishop · d4 white pawn · a2 white pawn · b2 white pawn · c2 white pawn · f2 white pawn · g2 white pawn · h2 white pawn · a1 white rook · b1 white knight · c1 white bishop · d1 white queen · e1 white king · f1 white bishop · g1 white knight · h1 white rook | 4 |
| 3 | a8 black rook · b8 black knight · d8 black queen · e8 black king · f8 black bishop · g8 black knight · h8 black rook · a7 black pawn · b7 black pawn · e7 black pawn · f7 black pawn · g7 black pawn · h7 black pawn · c6 black pawn · d5 black pawn · e5 white pawn · f5 black bishop · d4 white pawn · a2 white pawn · b2 white pawn · c2 white pawn · f2 white pawn · g2 white pawn · h2 white pawn · a1 white rook · b1 white knight · c1 white bishop · d1 white queen · e1 white king · f1 white bishop · g1 white knight · h1 white rook | a8 black rook · b8 black knight · d8 black queen · e8 black king · f8 black bishop · g8 black knight · h8 black rook · a7 black pawn · b7 black pawn · e7 black pawn · f7 black pawn · g7 black pawn · h7 black pawn · c6 black pawn · d5 black pawn · e5 white pawn · f5 black bishop · d4 white pawn · a2 white pawn · b2 white pawn · c2 white pawn · f2 white pawn · g2 white pawn · h2 white pawn · a1 white rook · b1 white knight · c1 white bishop · d1 white queen · e1 white king · f1 white bishop · g1 white knight · h1 white rook | a8 black rook · b8 black knight · d8 black queen · e8 black king · f8 black bishop · g8 black knight · h8 black rook · a7 black pawn · b7 black pawn · e7 black pawn · f7 black pawn · g7 black pawn · h7 black pawn · c6 black pawn · d5 black pawn · e5 white pawn · f5 black bishop · d4 white pawn · a2 white pawn · b2 white pawn · c2 white pawn · f2 white pawn · g2 white pawn · h2 white pawn · a1 white rook · b1 white knight · c1 white bishop · d1 white queen · e1 white king · f1 white bishop · g1 white knight · h1 white rook | a8 black rook · b8 black knight · d8 black queen · e8 black king · f8 black bishop · g8 black knight · h8 black rook · a7 black pawn · b7 black pawn · e7 black pawn · f7 black pawn · g7 black pawn · h7 black pawn · c6 black pawn · d5 black pawn · e5 white pawn · f5 black bishop · d4 white pawn · a2 white pawn · b2 white pawn · c2 white pawn · f2 white pawn · g2 white pawn · h2 white pawn · a1 white rook · b1 white knight · c1 white bishop · d1 white queen · e1 white king · f1 white bishop · g1 white knight · h1 white rook | a8 black rook · b8 black knight · d8 black queen · e8 black king · f8 black bishop · g8 black knight · h8 black rook · a7 black pawn · b7 black pawn · e7 black pawn · f7 black pawn · g7 black pawn · h7 black pawn · c6 black pawn · d5 black pawn · e5 white pawn · f5 black bishop · d4 white pawn · a2 white pawn · b2 white pawn · c2 white pawn · f2 white pawn · g2 white pawn · h2 white pawn · a1 white rook · b1 white knight · c1 white bishop · d1 white queen · e1 white king · f1 white bishop · g1 white knight · h1 white rook | a8 black rook · b8 black knight · d8 black queen · e8 black king · f8 black bishop · g8 black knight · h8 black rook · a7 black pawn · b7 black pawn · e7 black pawn · f7 black pawn · g7 black pawn · h7 black pawn · c6 black pawn · d5 black pawn · e5 white pawn · f5 black bishop · d4 white pawn · a2 white pawn · b2 white pawn · c2 white pawn · f2 white pawn · g2 white pawn · h2 white pawn · a1 white rook · b1 white knight · c1 white bishop · d1 white queen · e1 white king · f1 white bishop · g1 white knight · h1 white rook | a8 black rook · b8 black knight · d8 black queen · e8 black king · f8 black bishop · g8 black knight · h8 black rook · a7 black pawn · b7 black pawn · e7 black pawn · f7 black pawn · g7 black pawn · h7 black pawn · c6 black pawn · d5 black pawn · e5 white pawn · f5 black bishop · d4 white pawn · a2 white pawn · b2 white pawn · c2 white pawn · f2 white pawn · g2 white pawn · h2 white pawn · a1 white rook · b1 white knight · c1 white bishop · d1 white queen · e1 white king · f1 white bishop · g1 white knight · h1 white rook | a8 black rook · b8 black knight · d8 black queen · e8 black king · f8 black bishop · g8 black knight · h8 black rook · a7 black pawn · b7 black pawn · e7 black pawn · f7 black pawn · g7 black pawn · h7 black pawn · c6 black pawn · d5 black pawn · e5 white pawn · f5 black bishop · d4 white pawn · a2 white pawn · b2 white pawn · c2 white pawn · f2 white pawn · g2 white pawn · h2 white pawn · a1 white rook · b1 white knight · c1 white bishop · d1 white queen · e1 white king · f1 white bishop · g1 white knight · h1 white rook | 3 |
| 2 | a8 black rook · b8 black knight · d8 black queen · e8 black king · f8 black bishop · g8 black knight · h8 black rook · a7 black pawn · b7 black pawn · e7 black pawn · f7 black pawn · g7 black pawn · h7 black pawn · c6 black pawn · d5 black pawn · e5 white pawn · f5 black bishop · d4 white pawn · a2 white pawn · b2 white pawn · c2 white pawn · f2 white pawn · g2 white pawn · h2 white pawn · a1 white rook · b1 white knight · c1 white bishop · d1 white queen · e1 white king · f1 white bishop · g1 white knight · h1 white rook | a8 black rook · b8 black knight · d8 black queen · e8 black king · f8 black bishop · g8 black knight · h8 black rook · a7 black pawn · b7 black pawn · e7 black pawn · f7 black pawn · g7 black pawn · h7 black pawn · c6 black pawn · d5 black pawn · e5 white pawn · f5 black bishop · d4 white pawn · a2 white pawn · b2 white pawn · c2 white pawn · f2 white pawn · g2 white pawn · h2 white pawn · a1 white rook · b1 white knight · c1 white bishop · d1 white queen · e1 white king · f1 white bishop · g1 white knight · h1 white rook | a8 black rook · b8 black knight · d8 black queen · e8 black king · f8 black bishop · g8 black knight · h8 black rook · a7 black pawn · b7 black pawn · e7 black pawn · f7 black pawn · g7 black pawn · h7 black pawn · c6 black pawn · d5 black pawn · e5 white pawn · f5 black bishop · d4 white pawn · a2 white pawn · b2 white pawn · c2 white pawn · f2 white pawn · g2 white pawn · h2 white pawn · a1 white rook · b1 white knight · c1 white bishop · d1 white queen · e1 white king · f1 white bishop · g1 white knight · h1 white rook | a8 black rook · b8 black knight · d8 black queen · e8 black king · f8 black bishop · g8 black knight · h8 black rook · a7 black pawn · b7 black pawn · e7 black pawn · f7 black pawn · g7 black pawn · h7 black pawn · c6 black pawn · d5 black pawn · e5 white pawn · f5 black bishop · d4 white pawn · a2 white pawn · b2 white pawn · c2 white pawn · f2 white pawn · g2 white pawn · h2 white pawn · a1 white rook · b1 white knight · c1 white bishop · d1 white queen · e1 white king · f1 white bishop · g1 white knight · h1 white rook | a8 black rook · b8 black knight · d8 black queen · e8 black king · f8 black bishop · g8 black knight · h8 black rook · a7 black pawn · b7 black pawn · e7 black pawn · f7 black pawn · g7 black pawn · h7 black pawn · c6 black pawn · d5 black pawn · e5 white pawn · f5 black bishop · d4 white pawn · a2 white pawn · b2 white pawn · c2 white pawn · f2 white pawn · g2 white pawn · h2 white pawn · a1 white rook · b1 white knight · c1 white bishop · d1 white queen · e1 white king · f1 white bishop · g1 white knight · h1 white rook | a8 black rook · b8 black knight · d8 black queen · e8 black king · f8 black bishop · g8 black knight · h8 black rook · a7 black pawn · b7 black pawn · e7 black pawn · f7 black pawn · g7 black pawn · h7 black pawn · c6 black pawn · d5 black pawn · e5 white pawn · f5 black bishop · d4 white pawn · a2 white pawn · b2 white pawn · c2 white pawn · f2 white pawn · g2 white pawn · h2 white pawn · a1 white rook · b1 white knight · c1 white bishop · d1 white queen · e1 white king · f1 white bishop · g1 white knight · h1 white rook | a8 black rook · b8 black knight · d8 black queen · e8 black king · f8 black bishop · g8 black knight · h8 black rook · a7 black pawn · b7 black pawn · e7 black pawn · f7 black pawn · g7 black pawn · h7 black pawn · c6 black pawn · d5 black pawn · e5 white pawn · f5 black bishop · d4 white pawn · a2 white pawn · b2 white pawn · c2 white pawn · f2 white pawn · g2 white pawn · h2 white pawn · a1 white rook · b1 white knight · c1 white bishop · d1 white queen · e1 white king · f1 white bishop · g1 white knight · h1 white rook | a8 black rook · b8 black knight · d8 black queen · e8 black king · f8 black bishop · g8 black knight · h8 black rook · a7 black pawn · b7 black pawn · e7 black pawn · f7 black pawn · g7 black pawn · h7 black pawn · c6 black pawn · d5 black pawn · e5 white pawn · f5 black bishop · d4 white pawn · a2 white pawn · b2 white pawn · c2 white pawn · f2 white pawn · g2 white pawn · h2 white pawn · a1 white rook · b1 white knight · c1 white bishop · d1 white queen · e1 white king · f1 white bishop · g1 white knight · h1 white rook | 2 |
| 1 | a8 black rook · b8 black knight · d8 black queen · e8 black king · f8 black bishop · g8 black knight · h8 black rook · a7 black pawn · b7 black pawn · e7 black pawn · f7 black pawn · g7 black pawn · h7 black pawn · c6 black pawn · d5 black pawn · e5 white pawn · f5 black bishop · d4 white pawn · a2 white pawn · b2 white pawn · c2 white pawn · f2 white pawn · g2 white pawn · h2 white pawn · a1 white rook · b1 white knight · c1 white bishop · d1 white queen · e1 white king · f1 white bishop · g1 white knight · h1 white rook | a8 black rook · b8 black knight · d8 black queen · e8 black king · f8 black bishop · g8 black knight · h8 black rook · a7 black pawn · b7 black pawn · e7 black pawn · f7 black pawn · g7 black pawn · h7 black pawn · c6 black pawn · d5 black pawn · e5 white pawn · f5 black bishop · d4 white pawn · a2 white pawn · b2 white pawn · c2 white pawn · f2 white pawn · g2 white pawn · h2 white pawn · a1 white rook · b1 white knight · c1 white bishop · d1 white queen · e1 white king · f1 white bishop · g1 white knight · h1 white rook | a8 black rook · b8 black knight · d8 black queen · e8 black king · f8 black bishop · g8 black knight · h8 black rook · a7 black pawn · b7 black pawn · e7 black pawn · f7 black pawn · g7 black pawn · h7 black pawn · c6 black pawn · d5 black pawn · e5 white pawn · f5 black bishop · d4 white pawn · a2 white pawn · b2 white pawn · c2 white pawn · f2 white pawn · g2 white pawn · h2 white pawn · a1 white rook · b1 white knight · c1 white bishop · d1 white queen · e1 white king · f1 white bishop · g1 white knight · h1 white rook | a8 black rook · b8 black knight · d8 black queen · e8 black king · f8 black bishop · g8 black knight · h8 black rook · a7 black pawn · b7 black pawn · e7 black pawn · f7 black pawn · g7 black pawn · h7 black pawn · c6 black pawn · d5 black pawn · e5 white pawn · f5 black bishop · d4 white pawn · a2 white pawn · b2 white pawn · c2 white pawn · f2 white pawn · g2 white pawn · h2 white pawn · a1 white rook · b1 white knight · c1 white bishop · d1 white queen · e1 white king · f1 white bishop · g1 white knight · h1 white rook | a8 black rook · b8 black knight · d8 black queen · e8 black king · f8 black bishop · g8 black knight · h8 black rook · a7 black pawn · b7 black pawn · e7 black pawn · f7 black pawn · g7 black pawn · h7 black pawn · c6 black pawn · d5 black pawn · e5 white pawn · f5 black bishop · d4 white pawn · a2 white pawn · b2 white pawn · c2 white pawn · f2 white pawn · g2 white pawn · h2 white pawn · a1 white rook · b1 white knight · c1 white bishop · d1 white queen · e1 white king · f1 white bishop · g1 white knight · h1 white rook | a8 black rook · b8 black knight · d8 black queen · e8 black king · f8 black bishop · g8 black knight · h8 black rook · a7 black pawn · b7 black pawn · e7 black pawn · f7 black pawn · g7 black pawn · h7 black pawn · c6 black pawn · d5 black pawn · e5 white pawn · f5 black bishop · d4 white pawn · a2 white pawn · b2 white pawn · c2 white pawn · f2 white pawn · g2 white pawn · h2 white pawn · a1 white rook · b1 white knight · c1 white bishop · d1 white queen · e1 white king · f1 white bishop · g1 white knight · h1 white rook | a8 black rook · b8 black knight · d8 black queen · e8 black king · f8 black bishop · g8 black knight · h8 black rook · a7 black pawn · b7 black pawn · e7 black pawn · f7 black pawn · g7 black pawn · h7 black pawn · c6 black pawn · d5 black pawn · e5 white pawn · f5 black bishop · d4 white pawn · a2 white pawn · b2 white pawn · c2 white pawn · f2 white pawn · g2 white pawn · h2 white pawn · a1 white rook · b1 white knight · c1 white bishop · d1 white queen · e1 white king · f1 white bishop · g1 white knight · h1 white rook | a8 black rook · b8 black knight · d8 black queen · e8 black king · f8 black bishop · g8 black knight · h8 black rook · a7 black pawn · b7 black pawn · e7 black pawn · f7 black pawn · g7 black pawn · h7 black pawn · c6 black pawn · d5 black pawn · e5 white pawn · f5 black bishop · d4 white pawn · a2 white pawn · b2 white pawn · c2 white pawn · f2 white pawn · g2 white pawn · h2 white pawn · a1 white rook · b1 white knight · c1 white bishop · d1 white queen · e1 white king · f1 white bishop · g1 white knight · h1 white rook | 1 |
|   | a | b | c | d | e | f | g | h |   |

Постоји неколико главних варијанти овог отварања:

1. Напад Панова је најопасније оружје у рукама белог. Позиције које настају у средишњици припадају типу класичних, до којих се долази на разне начине из Даминог гамбита, Нимцо-индијке или Тарашеве одбране. Бели има добар развој фигура, што компензира усамљеног пешака у центру. 
 1. е2-е4 ц7-ц6
 2. д2-д4 д7-д5
 3. е4:д5 ц6:д5
 4. ц2-ц4
2. Блокадна варијанта даје очигледну разлику од Француске одбране, јер дамин ловац први улази у игру.
1. е2-е4 ц7-ц6
 2. д2-д4 д7-д5
3. e4-e5 Лц8-ф5
3. Варијанта Нимцовича са Сц8-д7 има идеју да са играњем Сг8-ф6 не квари пешаке, али има недостатак што затвара пут дамином ловцу. Ова варијанта била је ужа специјалност Смислова. 
1. е2-е4 ц7-ц6
 2. д2-д4 д7-д5
 3. Цб1-ц3 д5:е4
 4. Сц3:е4 Сб8-д7 
 ... Сг8-ф6
 5. Се4:ф6+ гф6
4. Класична варијанта је варијанта коју су на изванредно третирали Нимцович и Ботвиник. Црни одмах решава питање даминог ловца. Бели тешко долази до напада, јер црни по правилу рокира на ону страну на коју и бели. Мана овог система лежи у његовој пасивности, те црни тешко може постићи више од ремија.
1. е2-е4 ц7-ц6
 2. д2-д4 д7-д5
 3. Цб1-ц3 д5:е4
 4. Сц3:е4 Лц8-ф5